# Juillet 1893

## Événements
- Révolte de Lobengula, roi du Matabélé (Zimbabwe) de 1893-1896 contre les Sud Africains. Après un raid des Matabélé sur Mashona en Juillet, les Britanniques occupent en répression la capitale du Matabélé, Bulawayo le 4 novembre.

- 6 juillet : mort de Guy de Maupassant (syphilis)

- 15 juillet, France : vote de la loi qui crée l’Assistance médicale gratuite (AMG), permettant aux malades les plus pauvres (malades, vieillards et infirmes privés de ressource) de bénéficier d’un accès gratuit aux soins de santé.

- 25 juillet : révolution libérale au Nicaragua. Le caudillo José Santos Zelaya, libéral, devient président du Nicaragua (fin en 1909).

## Naissances
- 17 juillet : Jean-Robert Denis, zoologiste français († 28 novembre 1969).
- 25 juillet : Carlo Confalonieri, cardinal italien de la Curie romaine († 1er août 1986).
- 26 juillet : George Grosz, peintre allemand († 6 juillet 1959).

## Décès
- 6 juillet : Guy de Maupassant, écrivain français (° 1850).
- 22 juillet : John Rae, explorateur